# Beatrix Philipp (lekkoatletka)
Beatrix Philipp (ur. 26 września 1957 w Monachium) – niemiecka lekkoatletka, specjalistka pchnięcia kulą i pięcioboju. W czasie swojej kariery reprezentowała Republikę Federalną Niemiec.

## Kariera sportowa
Zajęła 6. miejsce w pchnięciu kulą na halowych mistrzostwach Europy w 1977 w San Sebastián. Powtórzyła ten rezultat na halowych mistrzostwach Europy w 1978 w Mediolanie. Na mistrzostwach Europy w 1978 w Pradze zajęła 4. miejsce w pięcioboju i 10. miejsce w pchnięciu kulą.
Zdobyła brązowy medal w pchnięciu kulą na halowych mistrzostwach Europy w 1980 w Sindelfingen, przegrywając jedynie z Heleną Fibingerovą z Czechosłowacji i swą koleżanką z reprezentacji RFN Evą Wilms.
Była mistrzynią RFN w pięcioboju w 1979 oraz wicemistrzynią w pchnięciu kulą w 1976, 1977, 1979 i 1980. Była również halową wicemistrzynią RFN w pchnięciu kulą w latach 1976–1980.
Rekord życiowy Philipp w pchnięciu kulą wynosił 18,49 m (ustanowiony 24 czerwca 1978 w Augsburgu), a w pięcioboju 4597 pkt (30 lipca 1978 w Bernhausen).